# Svenja Schulze

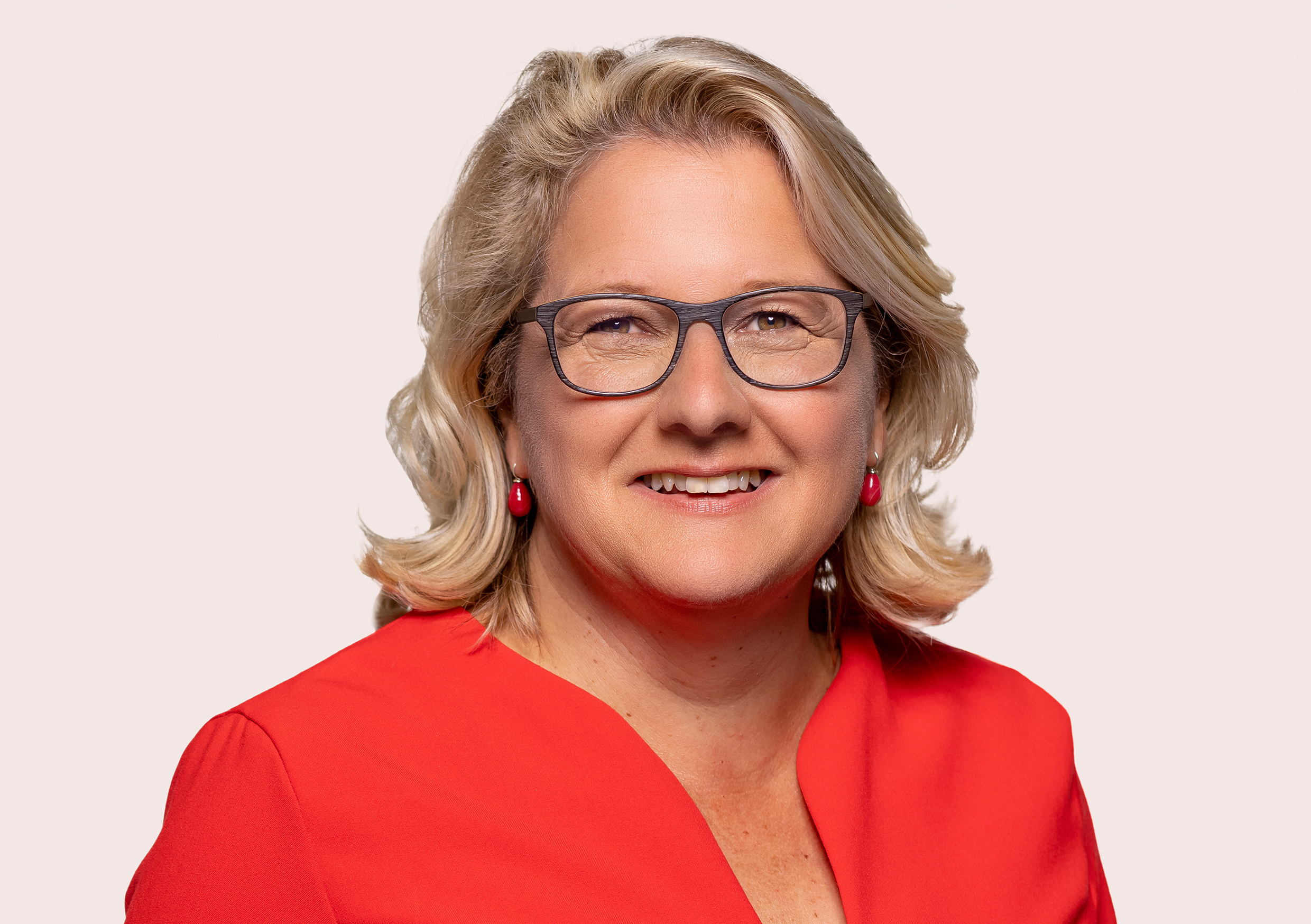
Svenja Schulze (2021)

Svenja Schulze (* 29. September 1968 in Düsseldorf) ist eine deutsche Politikerin (SPD) und war vom 8. Dezember 2021 bis zum 6. Mai 2025 Bundesministerin für wirtschaftliche Zusammenarbeit und Entwicklung.
Zuvor war sie vom 15. Juli 2010 bis zum 30. Juni 2017 Ministerin für Innovation, Wissenschaft und Forschung des Landes Nordrhein-Westfalen und vom 14. März 2018 bis zum 8. Dezember 2021 Bundesministerin für Umwelt, Naturschutz und nukleare Sicherheit.

## Leben

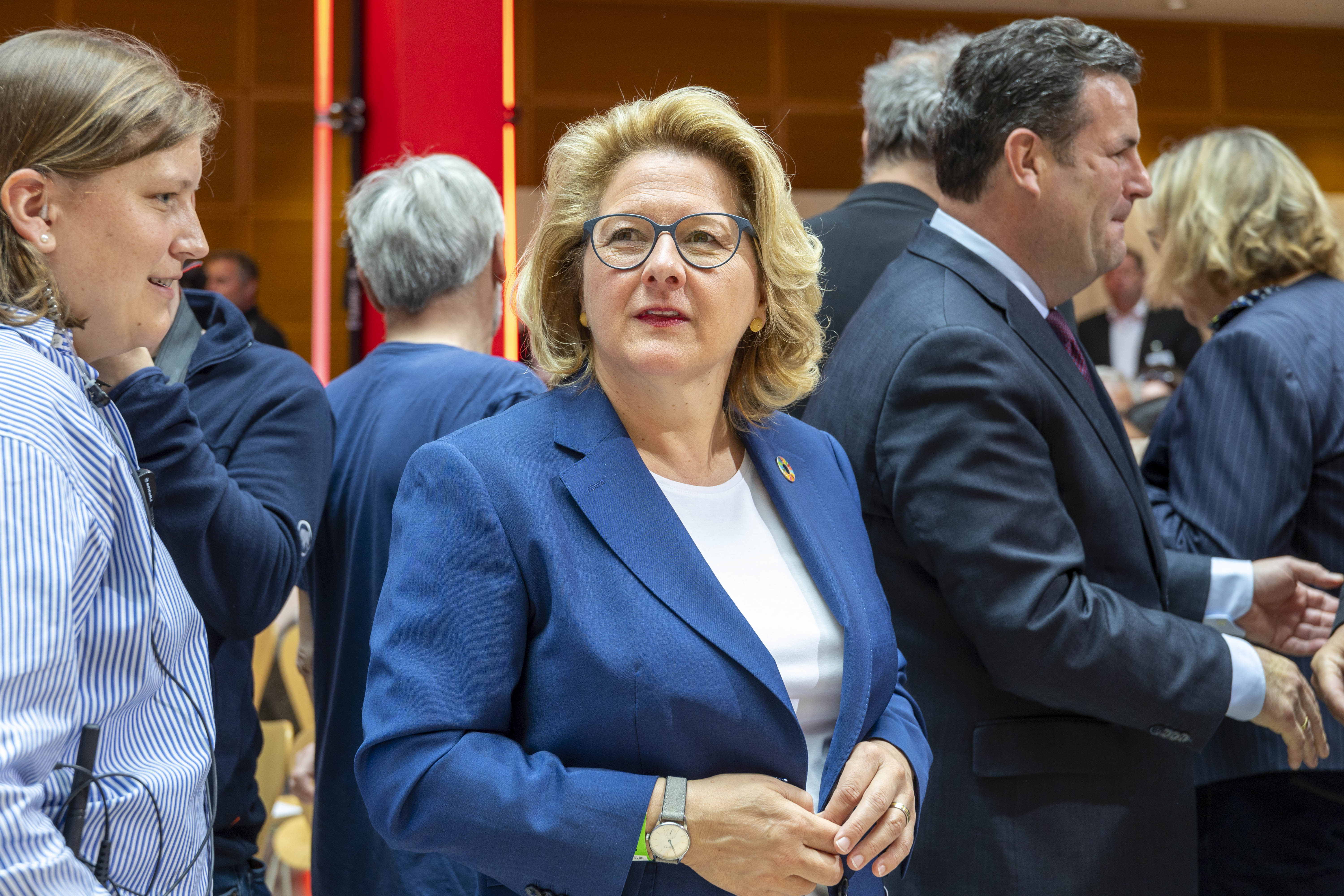
Svenja Schulze (Mitte) „160 Jahre SPD“ (2023)

Ihr Abitur absolvierte Schulze im Jahr 1988 am Gymnasium Norf in Neuss. Anschließend studierte sie an der Ruhr-Universität Bochum Germanistik und Politikwissenschaft mit dem Abschluss (1996) als Magistra Artium. In den Jahren 1993 bis 1997 war sie freiberuflich im Werbe- und PR-Bereich tätig, und in den Jahren 2000 bis 2004 arbeitete sie als Unternehmensberaterin mit Schwerpunkt auf dem öffentlichen Sektor, zuletzt bei Booz Allen Hamilton.
Der SPD trat sie im Jahr 1988 bei. In den Jahren 1988 bis 1989 war sie Landesschülersprecherin von Nordrhein-Westfalen und von 1990 bis 1991 als Mitglied des Sozialistischen Hochschulbundes Vorsitzende des AStA der Ruhr-Universität Bochum. Im Rahmen ihres Studiums absolvierte sie auch ein Praktikum am Alice-Salomon-Berufskolleg in Bochum. In den Jahren 1993 bis 1997 war Schulze Landesvorsitzende der Jusos in NRW und von 1996 bis 2002 sowie von 2006 bis 2018 Mitglied im Vorstand der SPD Nordrhein-Westfalen.
Sie war vom 3. Juni 1997 bis zum 1. Juni 2000 und vom 22. Oktober 2004 bis zum 16. März 2018 Mitglied des Landtags Nordrhein-Westfalen. Sie rückte im Jahr 2004 für Frank Baranowski nach, der zum Oberbürgermeister von Gelsenkirchen gewählt worden war. Bei den Landtagswahlen 2005 und 2010 wurde sie über die Landesliste in den Landtag gewählt. 2012 errang sie im Wahlkreis Münster II das Direktmandat und 2017 wurde sie erneut über die Landesliste in den Landtag gewählt. Im Jahr 2007 übernahm Schulze den Vorsitz des SPD-Unterbezirks Münster von Christoph Strässer und hatte ihn bis zum 21. Mai 2011 inne.
Nach der Landtagswahl 2010 wurde sie von Hannelore Kraft als Ministerin für Innovation, Wissenschaft und Forschung in das Kabinett Kraft I berufen. Mit der Abschaffung der Studiengebühren in Nordrhein-Westfalen brachte Schulze eines der politischen Großprojekte der Regierung auf den Weg. In ihren Verantwortungsbereich fiel auch 2011 die „Atomkugelaffäre“. Am 21. Juni 2012 wurde sie in ihrem bisherigen Ministeramt in das Kabinett Kraft II berufen.
Von Juni 2017 bis März 2018 war Schulze Generalsekretärin der SPD Nordrhein-Westfalen. Von Dezember 2017 bis Juni 2025 war sie Beisitzerin im SPD-Parteivorstand. Am Folgetag wurde sie auch in das Parteipräsidium gewählt. Im Dezember 2023 wurde sie erneut in dieses Amt gewählt.
Am 9. März 2018 wurde Schulze vom SPD-Parteivorstand als neue Bundesministerin für Umwelt, Naturschutz und Reaktorsicherheit für das Kabinett Merkel IV nominiert. Sie trat ihr Amt am 14. März 2018 an und war damit seit 1949 die 52. Bundesministerin ohne Bundestagsmandat. Bei der Bundestagswahl 2021 trat Svenja Schulze im Bundestagswahlkreis Münster (Wahlkreis 129) für die SPD an, unterlag jedoch Maria Klein-Schmeink (Bündnis 90/Die Grünen). Sie zog über die Landesliste in den 20. Deutschen Bundestag ein.
Auf Vorschlag von Bundeskanzler Olaf Scholz ernannte Bundespräsident Frank-Walter Steinmeier sie am 8. Dezember 2021 zur Bundesministerin für wirtschaftliche Zusammenarbeit und Entwicklung im Kabinett Scholz.
Am 26. Juni 2025 wählte sie das Plenum des Bundestages in das Vertrauensgremium zur Genehmigung der geheimen Wirtschaftspläne der Nachrichtendienste des Bundes.
Schulze ist Mitglied der Arbeiterwohlfahrt, der IG Bergbau, Chemie, Energie (IG BCE), von ver.di und im Naturschutzbund Deutschland (NABU). Sie ist Mitbegründerin des Netzwerkes „Frauenzeiten“.
Im Jahr 2011 heiratete Schulze ihren Lebensgefährten Andrea Arcais, mit dem sie seit den 1990er Jahren liiert ist. Das Paar wohnt im Südviertel von Münster.

## Positionen
Svenja Schulze forderte im Bezug zu den internationalen Anstrengungen zum Klimaschutz, die USA sollten ihre Zusagen halten und die VR China solle mehr tun. Bei der COP 26 forderte sie, das Regelbuch für das Paris-Abkommen (COP 21) endlich abzuschließen. Es fehlten unter anderem noch Passagen zu Berichtspflichten und zu den Regeln beim Emissionshandel. Sie wehrte sich gegen die Erwartungen an die UN-Klimakonferenzen, diese könnten zu einer „Spontan-Rettung der Welt“ führen.
Im Jahr 2021 sprach sich Schulze deutlich gegen die Bewertung der Kernenergie als „nachhaltige Energie“ aus. Kernenergie sei keine Lösung im Kampf gegen den Klimawandel; ein Neubau wäre viel zu teuer und würde viel zu lange dauern. Das brächte dem Klima nichts. Deutschland habe wegen der Atomunglücke in Tschernobyl und Fukushima beschlossen, aus der Kernenergie auszusteigen. Dagegen sei ein echter Aufbruch bei erneuerbaren Energien nötig. Hintergrund ist das Ende 2021 von der EU-Kommission vorgelegte Klassifikationssystem für Energien. Sie stufte darin (auf Betreiben Frankreichs) die Kernenergie als nachhaltige Energieform und Teil des Kampfes gegen die globale Erwärmung ein.

## Kabinette
- Kabinett Kraft I, Landesministerin für Innovation, Wissenschaft und Forschung in Nordrhein-Westfalen, 2010–2012
- Kabinett Kraft II, Landesministerin für Innovation, Wissenschaft und Forschung in Nordrhein-Westfalen, 2012–2017
- Kabinett Merkel IV, Bundesministerin für Umwelt, Naturschutz und nukleare Sicherheit, 2018–2021
- Kabinett Scholz, Bundesministerium für wirtschaftliche Zusammenarbeit und Entwicklung, 2021–2025